# Телекоммуникации в Зимбабве

## Появление
Административный орган почты и телекоммуникаций Зимбабве (POTRAZ) был создан в соответствии с Законом о почте и телекоммуникациях в 2000 году и начал свою деятельность в марте 2001 года. Этот закон создал новую институциональную основу для телекоммуникаций в Зимбабве.

## Телефонная связь
Телефонная система когда-то была одной из лучших в Африке, но сейчас плохо обслуживается; более 100 000 заявок на подключение не рассмотрены, несмотря на такое же большое количество установленных, но неиспользуемых магистральных линий.
Основные используемые линии: 356 000 (на 2011 год)
Отечественная система состоит из радиорелейных линий СВЧ, открытых линий связи, станций радиотелефонной связи, стационарных беспроводных местных линий связи и крупной сети подвижной сотовой связи; Интернет-соединение доступно в большинстве крупных городов, включая Хараре, Гверу, Булавайо, Мутаре по оптоволоконному кабелю, а в других удаленных районах по спутниковой связи.
Международный: код страны — 263; спутниковые наземные станции — 2 Intelsat; две международные станции цифровых шлюзов (в Хараре и Гверу) (на 2010 год)
Мобильная сотовая связь: 9,2 миллиона (на 2011 год)

## Радио
Всего существует 16 радиостанций, которые вещают в стране: 6 вещают на национальном уровне, остальные 10 вещают на региональном уровне и расположены в крупных городах страны. Национальная вещательная компания владеет 4 национальными и 2 региональными радиостанциями.
Две независимые станции, ZiFM Stereo и Star FM, были запущены в 2012 году и обе вещают на национальном уровне. В 2016 году было запущено 8 региональных частных радиостанций, а в 2018 году ZBC запустила еще 2 региональные станции: Khulumani FM в Булавайо и 95.8 Central Radio в Гверу .
С 2013 года власти Зимбабве потребовали от всех владельцев радиоприемников получить «лицензию на прослушивание» от государства.

## Телевидение
Существует 1 государственная телевизионная станция, ZBC TV, ранее называвшаяся Rhodesia Television (RTV). Правительство закрыло и отказывается выдавать лицензии местным независимым вещателям, таким как JoyTV, в 2002 году. Однако доступны провайдеры спутникового телевидения, включая DStv . В 2013 году в Зимбабве появилось первое платное телевидение. В 2017 году Kwesé TV, дочерняя компания Econet Global, основанная зимбабвийским предпринимателем Страйвом Масиивой, получила от Управления вещания Зимбабве (BAZ) отсрочку получения лицензии на работу в Зимбабве. В ноябре 2020 года Управление телерадиовещания Зимбабве предоставило лицензии на бесплатное вещание национального коммерческого телевещания 6 частным компаниям после отбора 14 претендентов, нарушив 60-летнюю телевизионную монополию национального вещателя. Регулятор дал 6 выбранным заявителям 18 месяцев, чтобы начать вещание.

## Сотовая связь
Есть три оператора мобильной связи GSM, а именно Econet, Net One и Telecel. Текущая абонентская база в июне 2011 года для этих трех операторов мобильной связи составляла 5 521 000 человек для Econet, 1 297 000 человек для Net One и 1 349 000 человек для Telecel. Все эти операторы полностью оцифрованы и предлагают услуги 2G, GPRS, EDGE, 3G и 4G LTE.

## Интернет
Код страны (домен верхнего уровня): .zw
Интернет пользователей: 30 615 (2012 год)
В 2009 году было 1,423 миллиона пользователей Интернета. В июне 2004 года Мугабе попросил интернет-провайдеров отслеживать весь почтовый трафик, проходящий через их системы, на предмет «антинациональной деятельности». Интернет-провайдеры возражают, что это невыполнимая задача.